# Colletes turgiventris
Colletes turgiventris là một loài Hymenoptera trong họ Colletidae. Loài này được Timberlake mô tả khoa học năm 1951.